# Paloma A. González Loché
Paloma A. González Loché, (n. 19 de julio de 1950, en Gijón (Asturias). Desde la adolescencia comienza a cristalizar una vocación literaria que plasma en distintas poesías y cuentos infantiles todavía inéditos, según se menciona en su biografía.
Activista en el terreno de los derechos humanos ha participado en distintos grupos, conferencias y seminarios, colaborando activamente con asociaciones e instituciones en este ámbito, directamente y a través de artículos en publicaciones escritas y en Internet: Amaro Gao, Nevipens Romaní, Net For Cuba, Beevoz, todos ellos colgados en su página web de descarga gratuita en la sección artículos: www.palomagonzalezloche.com
P. González Loché es autora de distintos estudios sobre discriminación y derechos humanos, fue miembro directivo de la Fundamorc. Fundación para el impulso de actividades en el orden social y cultural colaborando asimismo en sus publicaciones: Revista Rosa-Cruz. Como en el caso anterior, aparecen en su web en la sección Descargas: www.palomagonzalezloche.com.
Su primera trilogía de novelas, «Yo, Sherez, Reina de Egipto», «La Historia de Brenel», y «Los Cinco Anks» fue publicada por Edimat y su éxito ha determinado una segunda edición revisada.
La autora relata en ellas circunstancias relacionadas con el interjuego de distintos procesos históricos y la reencarnación para dar cabida al grupo de personajes que integra sus novelas.
La importancia de esta escritora radica en la creación de un nuevo estilo literario. En sus libros, las situaciones y acontecimientos  adquieren un ritmo trepidante gracias a la constante intervención de personajes que aportan el fondo narrativo. Sus novelas, asentadas por lo general en un contexto histórico, mantienen el interés del lector desde sus primeras páginas.
«La Historia de Brenel» es un libro de referencia para todos los estudiosos en temas gitanos. Suponemos que parte de un profundo estudio de la autora, ya que de forma novelada proporciona una descripción muy documentada y veraz de las motivaciones que provocaron la expansión de la legislación represiva contra este colectivo, cuyo fundamento estaba en el contexto sociopolítico europeo de su diáspora y llegada, mucho más que en el colectivo mismo. En el libro se engarza la llegada de este pueblo con la Historia, en el momento en que tuvo lugar, de una forma fluida, novelada, permitiendo la comprensión de situaciones así como las motivaciones que provocaron la cadena de legislaciones que pretendieron un genocidio que se extiende a toda Europa y la obligada supervivencia de este grupo humano.
Este libro, novelado, está basado en el Estudio La Ciudadanía Discriminada de la misma autora, avalado por Unicef, que aporta numerosa bibliografía y el origen mismo de la represión genocida gitana así como las leyes de supervivencia, aún latentes, que debieron adoptar.